# 夜貓
《夜貓》是丁噹繼2008年《我愛上的》後的第三張專輯，2009年9月29日由相信音樂發行，一共收錄十一首新歌。本張專輯當中，其中多首成為三立偶像劇《下一站，幸福》所採用歌曲：《我愛他》是該劇主題曲，片尾曲《突然想愛你》則是和周華健共同演唱；與戲劇搭配之後成為全民傳唱曲，《夜貓》更數度賣到缺貨，還打破她自己上一張專輯的紀錄。另外，丁噹的初戀是因前男友劈腿收場，因此在拍攝音樂MV《我愛他》時，卻因此勾起過去的回憶，而讓她淚灑影片拍攝現場。

## 曲目
| 曲序 | 曲目             |                 | 作曲                   | 备注                         |
| ---- | ---------------- | --------------- | ---------------------- | ---------------------------- |
| 1.   | 你為什麼說謊     | 劉沁、黃婷      | 劉沁                   | 第七波主打                   |
| 2.   | 花火             | 五月天阿信      | 五月天阿信             | 第二波主打 ft. 五月天阿信    |
| 3.   | 夜貓             | 八三夭阿璞      | 八三夭阿璞             | 第四波主打                   |
| 4.   | 他說你沒用       | MP魔幻力量 廷廷 | MP魔幻力量 廷廷        | 第六波主打 ft. MP魔幻力量    |
| 5.   | 全世界不懂無所謂 | 黃婷            | 李冰                   |                              |
| 6.   | 我愛他           | 黃婷            | 陳威全                 | 第一波主打                   |
| 7.   | 突然想愛你       | 李焯雄          | 李玖哲、周立銘、周華健 | 第三波主打 ft. 周華健        |
| 8.   | 親人             | 陳沒            | 林邁可                 | 第五波主打                   |
| 9.   | 半帶電           | terrytyelee     | terrytyelee、黃荻鈞    |                              |
| 10.  | 可惜了           | 廖瑩如          | Diane Warren           |                              |
| 11.  | 長大             | 陳乃榮          | 陳乃榮                 | 資生堂中國大陸地區電視廣告曲 |

## 音樂錄影帶
- YouTube上的丁噹【你為什麼說謊】MV
- YouTube上的丁噹、五月天阿信【花火】MV
- YouTube上的丁噹【夜貓】MV
- YouTube上的丁噹、MP魔幻力量【他說你沒用】MV
- YouTube上的丁噹【我愛他】MV
- YouTube上的丁噹【突然想愛你】MV
- YouTube上的丁噹【親人】MV

## 外部連結
- Della 丁噹的Facebook專頁
- Della 丁噹的Instagram帳戶
- 相信音樂的Facebook專頁
- 相信音樂官方網站（页面存档备份，存于）